# Rode sluipspinnendoder
De rode sluipspinnendoder (Ceropales variegata) is een vliesvleugelig insect uit de familie van de spinnendoders (Pompilidae). De wetenschappelijke naam van de soort is voor het eerst geldig gepubliceerd in 1798 door Fabricius.